# Baojun 560
Baojun 560 – samochód osobowy typu SUV klasy średniej produkowany pod chińską marką Baojun w latach 2015 – 2018.

## Historia i opis modelu

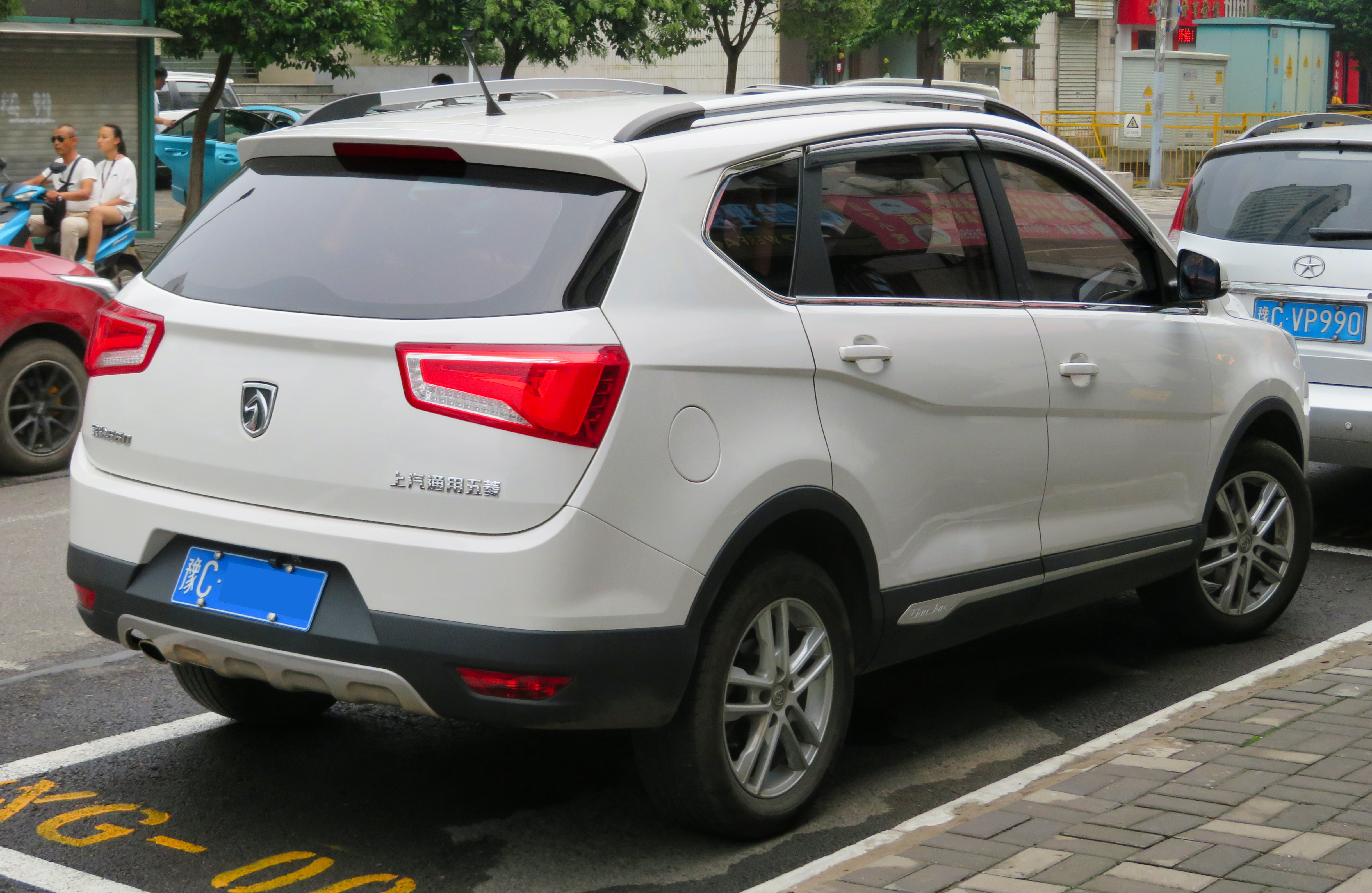
Baojun 560 - tył

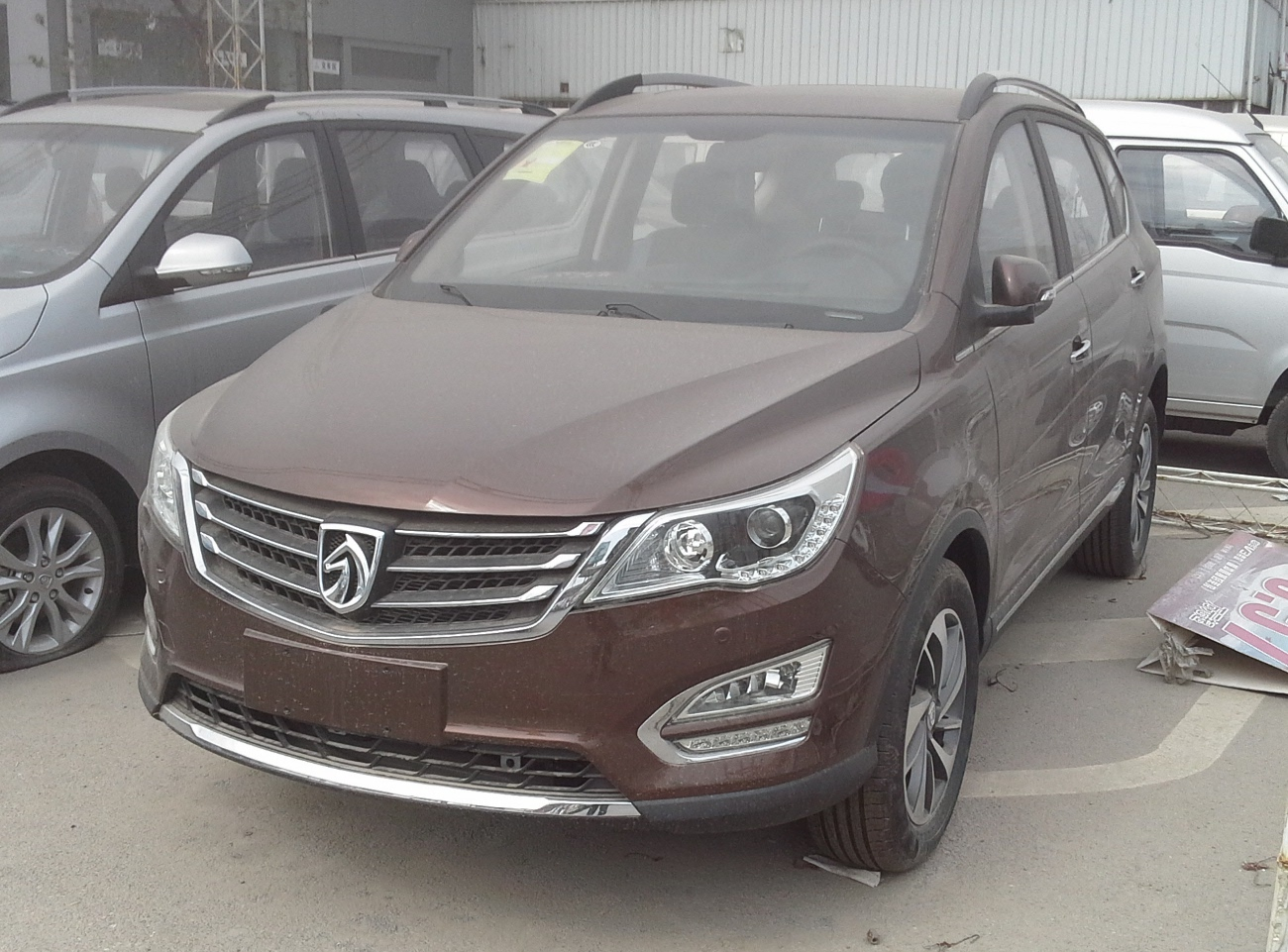
Baojun 560 Luxury

Baojun 560 pojawił się w ofercie budżetowej marki zarządzanej przez joint-venture SAIC-GM-Wuling jako pierwszy SUV, adaptujący rozwiązania stylistyczne z dotychczas oferowanych modeli osobowych jak 630 czy 730. Pas przedni przyozdobiła atrapa chłodnicy w kształcie litery V, z kolei nadwozie zyskało akcenty z chromu. Oficjalny debiut modelu miał miejsce w kwietniu 2015 roku podczas wystawy samochodowej w Szanghaju.
Kluczowymi czynnikami, jakie według producenta traktowane były priorytetowo podczas konstruowania 560, była przestrzeń w kabinie pasażerskiej, poziom bezpieczeństwa oraz stosunek ceny do jakości.
Podstawową jednostką napędową, którą był napędzany Baojun 560, był czterocylindrowy silnik benzynowy o pojemności 1,8-litra i mocy 137 KM, łącząc się z sześciobiegową przekładnią manualną lub automatyczną. Dodatkowo, nabywcy mogli wybrać także czterocylindrowy, turbodoładowany silnik benzynowy o pojemności 1.5l oraz mocy 150 KM.

### Sprzedaż
Baojun 560 odniósł duży sukces rynkowy na rodzimym rynku chińskim, gdzie jego debiut miał miejsce w lipcu 2015 roku. Samochód stał się jednym z najpopularniejszych nowych samochodów w Chinach, znajdując w ciągu dwóch pierwszych lat produkcji 618 417 nabywców. Pomimo tego, już rok później producent zrezygnował z produkcji 560 na rzecz nowocześniejszych modeli jak RC-5.

### Silnik
- R4 1.5l Turbo 150 KM
- R4 1.8l 137 KM